# Neomaenas simplex
Neomaenas simplex är en fjärilsart som beskrevs av Butler 1881. Neomaenas simplex ingår i släktet Neomaenas och familjen praktfjärilar. Inga underarter finns listade i Catalogue of Life.